# Aloe lucile-allorgeae
Aloe lucile-allorgeae là một loài thực vật có hoa trong họ Măng tây. Loài này được Rauh mô tả khoa học đầu tiên năm 1998.